# Cryptops pugnans
Cryptops pugnans är en mångfotingart som beskrevs av Chamberlin 1922. Cryptops pugnans ingår i släktet Cryptops och familjen Cryptopidae.
Artens utbredningsområde är Honduras. Inga underarter finns listade i Catalogue of Life.